# Macalpinomyces pretoriensis
Macalpinomyces pretoriensis är en svampart som först beskrevs av Illtyd Buller Pole-Evans, och fick sitt nu gällande namn av Vánky 2003. Macalpinomyces pretoriensis ingår i släktet Macalpinomyces och familjen Ustilaginaceae.   Inga underarter finns listade i Catalogue of Life.